# São Lucas na Via Prenestina (título cardinalício)
São Lucas na Via Prenestina (em latim: Sancti Lucæ ad viam Prænetinam) é um título cardinalício que foi instituído pelo Papa Paulo VI em 29 de abril de 1969. Sua sede se encontra no quartiere Prenestino-Labicano, em Roma, na igreja de San Luca a Via Prenestina.

## Titulares
- Antonio Poma (1969 - 1985)
- José Freire Falcão (1988 - 2021)
- Luis José Rueda Aparicio (desde 2023)